# Ninja Assault
Ninja Assault est un jeu vidéo de tir au pistolet développé et édité par Namco, sorti en 2000 sur borne d'arcade et PlayStation 2.

## Accueil
- Jeux vidéo Magazine : 13/20[1]
- Jeuxvideo.com : 10/20[2]